# Pseudaphycus angustifrons
Pseudaphycus angustifrons är en stekelart som beskrevs av Charles Joseph Gahan 1946. Pseudaphycus angustifrons ingår i släktet Pseudaphycus och familjen sköldlussteklar.
Artens utbredningsområde är Kuba. Inga underarter finns listade i Catalogue of Life.